# Куйвозовский финский национальный район
Ку́йвозовский фи́нский национа́льный райо́н (фин. Kuivaisin suomalainen kansallinen piiri) — национальный район в составе Ленинградской области, существовавший в 1927—1939 годах. С 1936 по 1939 год назывался То́ксовский фи́нский национа́льный райо́н.
Административными центрами района были деревня Куйвози и дачный посёлок Токсово.
Площадь территории — 1315 км² (в границах 1928 года), население — 20 689 чел. (1926 год).

## Образование района
Район образован одновременно с Ленинградской областью 1 августа 1927 года. В состав района вошла территория бывшей Куйвозовской волости Ленинградского уезда, состоявшая из 20 сельсоветов. Первоначально район входил в состав Ленинградского округа, после ликвидации округов (постановление ВЦИК и СНК РСФСР от 23 июля 1930 года) вошёл непосредственно в область.

## Административное деление
На момент образования в состав района входили 20 сельсоветов. После проведённого в 1928 году укрупнения их количество сократилось до 17:
- Волоярвский
- Гарболовский
- Елизаветинский
- Кирьясальский
- Койвукюльский
- Коркиомягский
- Куйвозовский
- Лемболовский
- Лесколовский
- Лехтусский
- Масельский
- Никулясский
- Соеловский
- Токсовский
- Троицемягский
- Химакколовский
- Хиппелимягский

Постановлением Президиума ВЦИК от 10 октября 1930 года в состав Куйвозовского района включены Агалатовский, Вартемягский, Калголовский, Капитоловский, Лупполовский, Мистоловский и Скотнинский сельсоветы, выделенные из упразднённого одновременно Парголовского района.
Постановлением Президиума ВЦИК от 30 октября 1930 года центр района был перенесён из деревни Куйвози в дачный посёлок Токсово.
Постановлением Президиума ВЦИК от 22 марта 1935 года в состав Куйвозовского района включены Красноостровский и Александровский сельсоветы, выделенные из Ленинградского Пригородного района, однако постановлением Президиума ВЦИК от 1 октября 1936 года эти сельсоветы были переданы в состав вновь образованного Парголовского района.

### Токсовский район
Постановлением Президиума ВЦИК от 20 марта 1936 года Куйвозовский район был переименован в Токсовский район.
В состав Токсовского района входили 26 сельсоветов, из них 24 финских национальных.
| №  | Наименование сельсовета | Центр сельсовета      | Число насел. пунктов | Число хозяйств | Число колхозов |
| -- | ----------------------- | --------------------- | -------------------- | -------------- | -------------- |
| 1  | Агалатовский            | д. Агалатово          | 2                    | 233            | 3              |
| 2  | Александровский*        | с. Александровка      | 4                    | 296            | 3              |
| 3  | Вартемягский*           | д. Верхние Станки     | 4                    | 291            | 4              |
| 4  | Вуолоярвский            | д. Волоярви           | 4                    | 165            | 4              |
| 5  | Гарболовский            | д. Гарболово          | 4                    | 287            | 6              |
| 6  | Елизаветинский          | д. Кюлиятка           | 4                    | 186            | 4              |
| 7  | Кавголовский            | д. Кавголово          | 3                    | 222            | 4              |
| 8  | Капитоловский           | д. Кузьмолово         | 17                   | 389            | 6              |
| 9  | Кирьясальский           | д. Кирьясало          | 5                    | 71             | 2              |
| 10 | Красноостровский        | д. Красный Остров     | 13                   | 662            | 12             |
| 11 | Койвукюльский           | д. Койвукюля          | 20                   | 362            | 6              |
| 12 | Коркиомягский           | д. Большие Коркиомяки | 4                    | 136            | 4              |
| 13 | Куйвозовский            | д. Куйвози            | 13                   | 211            | 6              |
| 14 | Лемболовский            | д. Лемболово          | 7                    | 358            | 7              |
| 15 | Лесколовский            | д. Нижние Осельки     | 11                   | 461            | 9              |
| 16 | Лехтусский              | д. Матокса            | 8                    | 387            | 7              |
| 17 | Лупполовский            | д. Лупполово          | 3                    | 191            | 5              |
| 18 | Массельский             | д. Массельки          | 7                    | 242            | 6              |
| 19 | Мистоловский            | д. Мистолово          | 3                    | 312            | 3              |
| 20 | Никулясский             | д. Верхние Никулясы   | 5                    | 345            | 6              |
| 21 | Скотнинский             | д. Скотное            | 5                    | 404            | 4              |
| 22 | Соеловский              | д. Большое Соелово    | 5                    | 252            | 5              |
| 23 | Токсовский              | д. Токсово            | 17                   | 1017           | 5              |
| 24 | Троицемягский           | д. Троицемяки         | 8                    | 331            | 7              |
| 25 | Химаколовский           | д. Химаколово         | 8                    | 172            | 3              |
| 26 | Хиппелимягский          | д. Хиппелимяги        | 9                    | 308            | 20             |

* — обычный сельсовет
В мае—июле 1936 года через станции Васкелово, Грузино и Токсово из приграничных сельсоветов района в связи с масштабным военным строительством было проведено массовое переселение гражданского населения, в основном ингерманландцев и ижоры. Всего было депортировано около 20 000 человек. В основном депортируемые были размещены в западной части современной Вологодской области. Вследствие этого сеть сельсоветов подверглась сильному сокращению.
Согласно утверждённой Постановлением Президиума ВЦИК от 10 февраля 1938 года новой сети административно-территориального деления Ленинградской области, Токсовский район состоял из 13 сельсоветов: Вартемягский, Вуолоярвский, Гарболовский, Кавголовский, Капитоловский, Койвукюльский, Куйвозовский, Лесколовский, Лехтусский, Лупполовский, Мистоловский, Скотнинский, Токсовский.

## Национальный состав
По данным переписи населения 1926 года, численность населения района составляла 20 689 человек. Из них:
- русские — 3933 чел.,
- финны — 16 531 чел.,
- эсты — 70 чел.,
- немцы — 11 чел.,
- латыши — 19 чел.,
- поляки — 45 чел[9].

По данным на 1927 год:
- русские — 4142 чел.,
- финны — 16 370 чел.,
- эстонцы — 70 чел[10].

## Национальное образование
По данным 1933 года, в Куйвозовском районе насчитывалось 58 школ первой ступени, в том числе 54 финских и 4 русских. В этих школах насчитывалось 96 учителей (из них 8 русских) и обучалось 2876 учеников-финнов и 257 русских. Школ колхозной молодёжи было 8 (в том числе 7 финских) с 47 учителями (из них 7 русских) и 971 учащимся (907 финнов и 64 русских).

## В литературе
Путеводитель «На лыжах по окрестностям Ленинграда» за 1930 год, так описывает Куйвозовский финский национальный район:

Куйвазовский район занимает большую часть Карельского перешейка; с запада и севера он граничит с Финляндией. Он образован при районировании в 1927 г. и причислен к Ленинградской области. С востока примыкает к району Ладожское озеро, да и вообще эти места богаты озёрами. Куйвазовский район тяготеет к Ленинграду как в части сельского хозяйства огородно-молочного уклада, так и в части кустарной промышленности. В отношении же фабрик и заводов, последние представлены только Аганотовским Лесопильным заводом быв. Шувалова (в 1930 г. в нём работало 18 человек) в селенье Вартемяки. Площадь Куйвазовского района исчисляется в 1611 км², её население — 30700 человек, плотность на 1 км² — 19,1 чел. По национальностям население распределяется следующим образом: финнов — 77,1 %, русских — 21,1 %, из 24 сельсоветов 23 финских. Лес занимает 96 100 га, пашня 12100 га. Естественные сенокосы — 17600 га. В лесах преобладают хвойные породы — 40 % сосны, 20 % ели и только 31 % лиственных пород. Что касается скотоводства, приведем несколько цифр, относящихся к весне 1930 г.: лошадей — 3733, крупного рогатого скота — 14 948, свиней 1 050, овец и коз — 5 094. Из общего числа хозяйств района (6 336), падало на кулацкие в апреле месяце всего 267. Сейчас район завершает сплошную коллективизацию. Если на 1 октября 1930 г. в нём было 26 колхозов с 11,4 % обобществлённых бедняцко-середняцких хозяйств, то на сегодняшний день в районе около 100 сельскохозяйственных артелей (на июль — 96) и 74 % коллективизированных хозяйств.
Велики успехи района по увеличению посевной площади: по сравнению с 1930 г. площадь яровых культур выросла на 35 %, по овощам на 48 %, по корнеплодам — на 273 %, по картофелю — на 40 %. Район прорезает линия Октябрьской жел дор. Ленинград — Токсово — Васкелово на протяжении 37 км. Кроме того, есть 3 крупных тракта и ряд мелких с общим протяжением в 448 км (на 1 января 1931 г.).
В ответ на выступления бело-фашистских группировок за финской границей с интервенционистскими планами район отвечает сплошной коллективизацией и увеличением посевной площади. Центр района находится в селении Токсово.

## Упразднение района
Район упразднён Указом Президиума Верховного Совета РСФСР от 22 февраля 1939 года, его территория была включена в состав Парголовского района. В настоящее время территория бывшего Токсовского района полностью входит в состав Всеволожского района.